# Goode Township (comté de Franklin, Illinois)
Goode Township est un township du comté de Franklin dans l'Illinois, aux États-Unis,. 